# 정년이
《정년이》는 네이버 웹툰에서 연재된 반지운의 웹툰이다.

## 줄거리
가진 것 없고 배운 것 없지만, 소리 하나만큼은 타고난 목포 소녀 정년! 정년의 꿈은 여성 국극단에 들어가 부자가 되는 것인데…
배워야 할 것은 많고, 주연 배우 자리는 멀기만 하다. 과연 정년은 대스타가, 부자가 될 수 있을까?

## 등장 인물
- 윤정년
- 허영서
- 강소복
- 문옥경
- 서혜랑
- 홍주란

## 연재 현황
네이버 웹툰에서 2019년 4월 1일부터 매주 화요일에 연재된다. 2020년 2월 17일 1부가 종료되었다.
2부가 2020년 5월 4일부터 연재 중이다. 2021년 2월 22일 2부가 종료되었다.
3부가 2021년 6월 7일부터 연재된다.
2022년 5월 16일 후기와 함께 최종 완결되었다.

## 미디어 믹스
- 2024년에 tvN에서 이 작품을 원작으로 극화한 동명의 드라마가 방영되었다.